# Tetjana Proworowa
Tetjana Anatolijiwna Proworowa (ukrainisch Тетяна Анатоліївна Проворова; * 15. September 1978 in Cherson) ist eine ukrainische Theater- und Filmschauspielerin.

## Leben
Tetjana Proworowa stammt aus der südrussischen, seit 1991 ukrainischen Stadt Cherson. Sie studierte vier Jahre bei Lydia Limarenko an der Kulturakademie in Cherson. Ihre Bühnenkarriere begann sie 1998. Sie wirkte bis zum russischen Überfall auf die Ukraine 2022 vor allem am Akademischen Musik- und Schauspieltheater M. Kulischa in Cherson, das unter der Leitung des künstlerischen Direktors Oleksander Knyga und des Chefdirigenten Jurij Kerpatenko stand. Tetjana Proworowa tritt in Schauspielaufführungen, im Musiktheater, in Filmserien und an Theaterfestivals auf.
Der Präsident der Ukraine verlieh ihr 2019 den Tiel „Verdiente Künstlerin der Ukraine“.

## Rollen
- „Was ihr wollt“: Olivia
- „May Night“: Pannochka
- „Обережно, модерн!“: Lulu
- „Die Nacht vor Weihnachten“: Oxana
- „Waldlied“: Mawka
- „Ображені. Росія“ («Beleidigt, Russland»): Golowina
- „Неймовірні перевтілення“: Motja
- „Hamlet“: Ophelia
- „Face control“: Fanny
- „New York, New York“: Merry
- „Ein Sommernachtstraum“: Hippolyta, Titania
- „Криваве весілля“ („Bluthochzeit“ von Federico García Lorca): die Mutter
- „Prinzessin Turandot“: Prinzessin Turandot
- „Станцюй зі мною танго“ („Dance tango with me“): Nelly
- „Hinter zwei Hasen“: Galia
- „The Cripple of Inishmaan“ (Komödie von Martin McDonagh): Helen McCormick